# Візова політика Намібії
Уряд Намібії дозволяє громадянам окремих країн і територій подорожувати до Намібії для туризму або ділових цілей протягом трьох місяців за допомогою звичайного паспорта, а також дипломатичних та службових паспортів без отримання візи. Всі відвідувачі повинні мати паспорт, дійсний протягом 6 місяців.
Намібія незабаром почне видавати африканських власників паспортів з візами після прибуття в порти в'їзду, як перший крок до кінцевої скасування всіх візових вимог для всіх африканців.
Очікується, що Намібія стане частиною універсальної візи KAZA.

## Карта візової політики

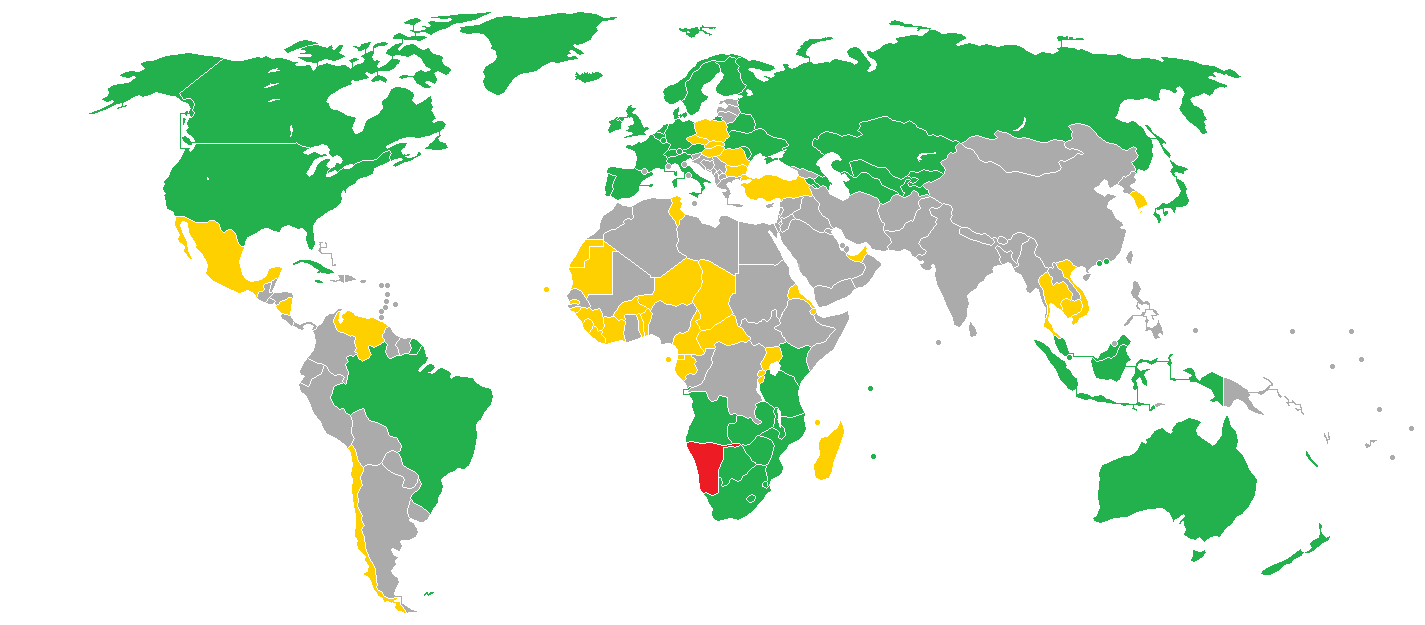
Візова політика Намібії

## Від віз звільняються громадяни
Власники звичайних паспортів, виданих наступними 55 юрисдикціями, можуть в'їхати до Намібії без візи на строк до 3-х місяців протягом одного календарного року:
| Ангола · Вірменія · Австралія · Австрія · Азербайджан · Білорусь · Бельгія · Ботсвана · Бразилія · Канада · Куба · Данія · Есватіні · Фінляндія | - | - 1 | - 2 |  |

1 — включаючи власників паспортів MSAR та дозвільних документів MSAR.
2 — включаючи всі класи британського громадянства.
| Дата зміни візи            |
| -------------------------- |
| - 1 червня 1991: Фінляндія |

Власникам дипломатичних, офіційних або службових паспортів, виданих громадянам Гани, Конго, Індії, Нігерії, Польщі, Руанди, Туреччини та Венесуели не потрібна віза для в'їзду до Намібії. Африканські власники дипломатичних або офіційних паспортів звільняються від віз з Намібії.
Укладено угоду про відмову у видачі віз для дипломатичних та службових паспортів у 2013 році, але документ ще не набрав чинності.

## Статистика відвідувачів
Більшість відвідувачів, що прибули до Намібії, були громадянами наступних країн:
| Країна          | 2016      | 2015      | 2014      | 2013      |
| --------------- | --------- | --------- | --------- | --------- |
| Ангола          | 420,763   | 492,866   | 519,191   | 477,828   |
| ПАР             | 355,391   | 381,854   | 329,850   | 317,563   |
| Замбія          | 240,117   | 168,899   | 167,407   | 167,044   |
| Німеччина       | 124,152   | 93,939    | 91,900    | 84,121    |
| Зімбабве        | 87,181    | 78,205    | 67809     | 62,778    |
| Ботсвана        | 54,960    | 50,908    | 40,311    | 36,556    |
| Велика Британія | 32,712    | 27,365    | 29,016    | 25,351    |
| США             | 28,659    | 26,339    | 25,291    | 21,884    |
| Франція         | 23,794    | 20,598    | 20,549    | 16,837    |
| Нідерланди      | 20,596    | 14,539    | 12,015    | 10,782    |
| Усього          | 1,574,148 | 1,519,618 | 1,477,593 | 1,372,602 |